# 素砂屋站
素砂屋站（：／ Sosaeul yeok */?）是西海線沿線的一座地下車站，位於韓國京畿道富川市素砂本洞，韓語副站名為「富川大素砂校區」（부천대 소사캠퍼스）。

## 車站結構
站體為2面2線側式月台的地下車站，候車月台設有月台幕門，並有4處出口。

### 月台配置
| ↑ 素砂     |
| \| 下      |
| 始興大也 ↓ |

| 月台 | 路線              | 目的地                   |
| ---- | ----------------- | ------------------------ |
| 上行 | ●首都圈電鐵西海線 | 素砂方向                 |
| 下行 | ●首都圈電鐵西海線 | 始興市廳、草芝、元時方向 |

## 歷史
- 2018年6月16日：落成啟用。

## 車站周邊
- 富川大學（朝鲜语：부천대학교）素砂校區
- 富川市立한울빛圖書館（朝鲜语：한울빛도서관）
- 韓進市場
- 富一中學
- 素砂中學
- 素砂高校
- 素砂路郵局
- 素砂大公園
- 上素砂公園
- 庭院兒童公園
- 山鳥運動公園
- 聖住山生活體育公園
- 素砂國民體育中心

## 圖片

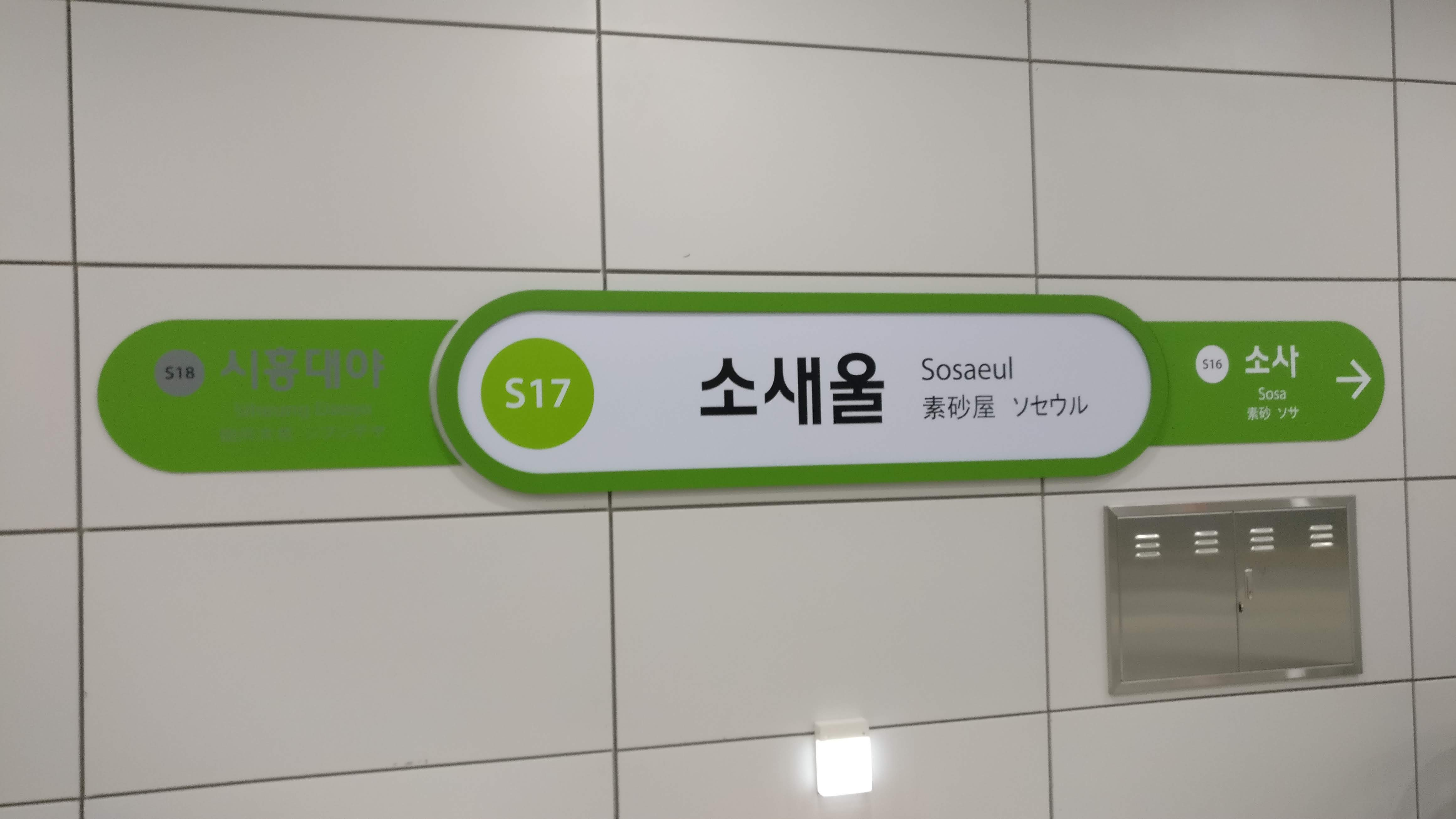
站名牌
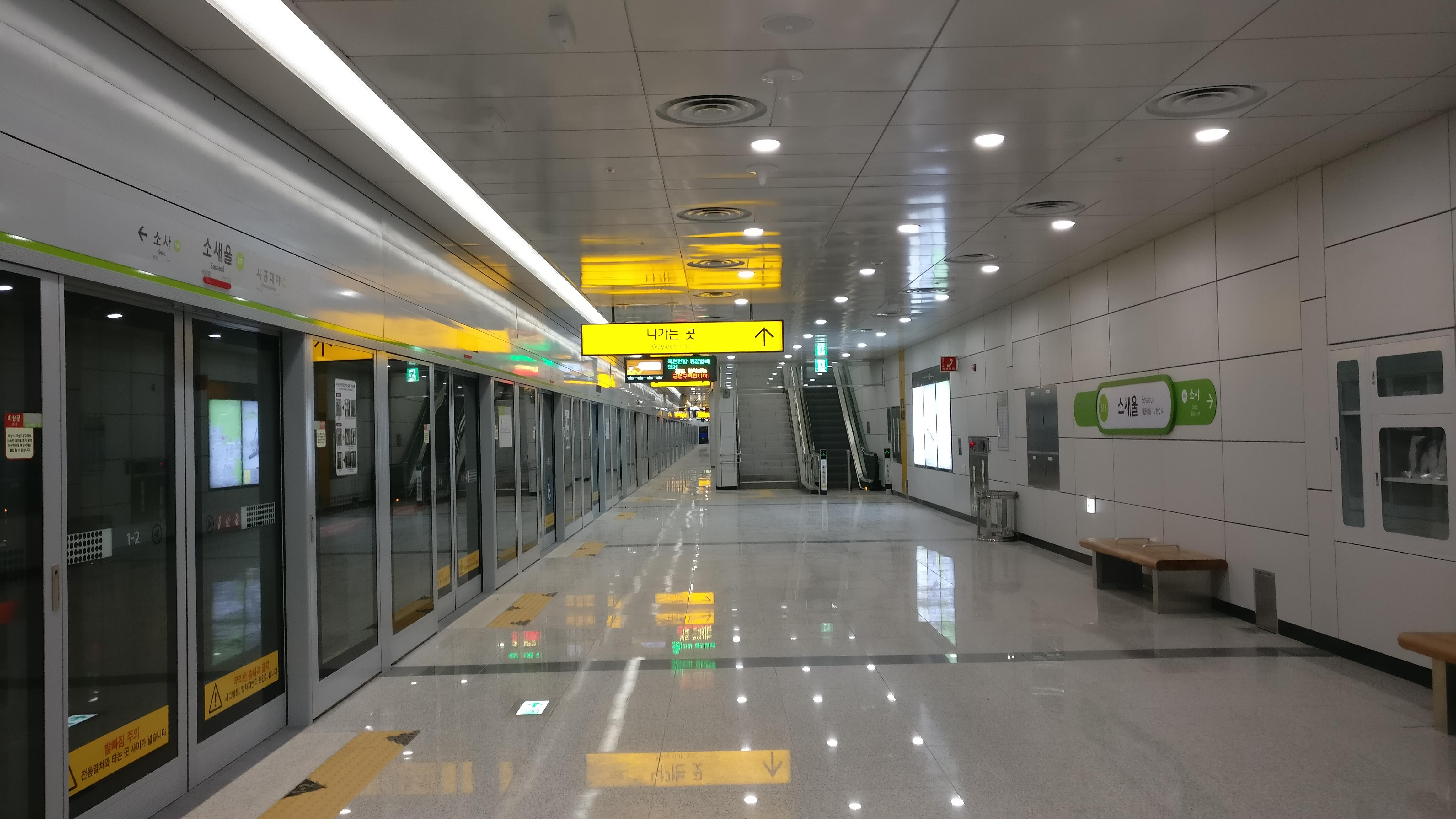
候車月台
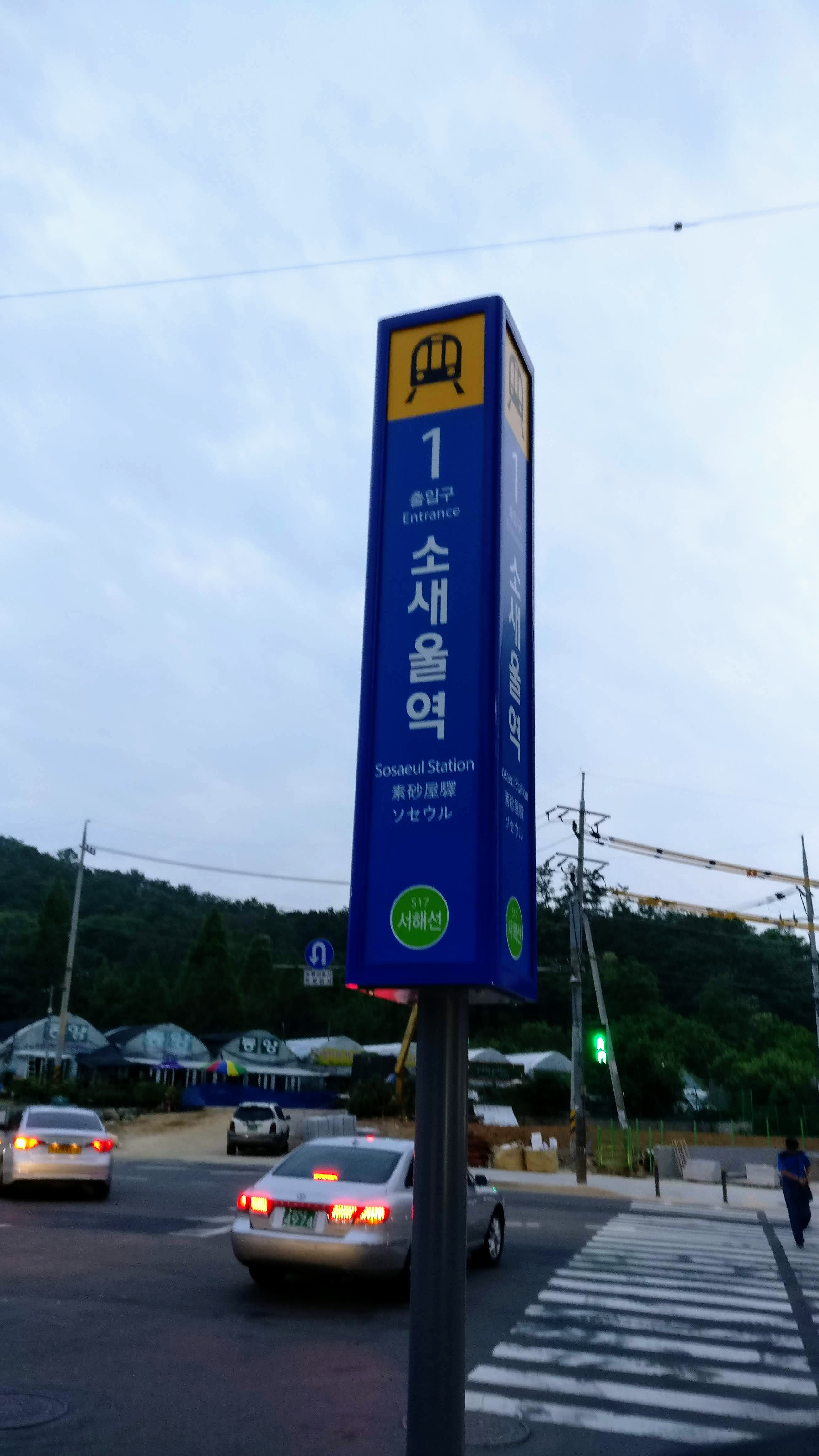
1號出口站牌

## 相鄰車站
韓國鐵道公社
●首都圈電鐵西海線
素砂（S16）－素砂屋（S17）－始興大也（S18）